# Artère épigastrique superficielle
Pour les articles homonymes, voir Artère épigastrique.
L'artère épigastrique superficielle (ou artère sous-cutanée abdominale ou artère tégumenteuse abdominale) est une artère qui nait au niveau du membre inférieur et  qui vascularise la paroi abdominale.

## Origine
L'artère épigastrique superficielle nait de la face antérieure de l'artère fémorale , au niveau de l'aine, un peu au-dessous du ligament inguinal.

### Variation
Chez 45 à 50 % des personnes, l'artère circonflexe iliaque superficielle et l'artère épigastrique superficielle proviennent d'un tronc commun issu de l'artère fémorale.

## Trajet
L'artère épigastrique superficielle  traverse aussitôt le fascia cribriformis pour devenir superficielle. Elle ramifie dans le tissu sous-cutanée de la paroi abdominale jusqu'à l'ombilic et dans les nœuds lymphatiques inguinaux superficiels.

## Anastomoses
L'artère épigastrique superficielle s'anastomose avec des branches de l'artère iliaque externe : les artères épigastrique profonde et circonflexe iliaque profonde. Elle s'anastomose également avec l'artère glutéale supérieure branche de l'artère iliaque interne.